# 墨卡顿
墨卡顿（?—?），元朝公主，元太宗的孙女，父亲阔端，曾祖父元太祖成吉思汗。
墨卡顿，又译“门卡达”、“茫噶拉”。父亲阔端为蒙古帝国经略河西，与吐蕃萨迦派大师贡噶坚赞会盟。贡噶坚赞的侄子恰那多吉和八思巴一起跟随。1260年，忽必烈即位后把墨卡顿嫁给恰那多吉。封恰那多吉为白兰王，赐给金印，并为他设置左右衙署，委派他治理吐蕃地区。恰那多吉在凉州等地住了十八年，1263年二十五岁时返回萨迦大寺。1267年七月初一在贝康森康廓如书楼去世。墨卡顿的侄女贝丹公主嫁给了恰那多吉的儿子答耳麻八剌剌吉塔。墨卡顿公主没有儿子，答耳麻八剌剌吉塔是坎卓本所生。